# Winston-Salem
Winston-Salem è una città degli Stati Uniti d'America, capoluogo della Contea di Forsyth nello Stato della Carolina del Nord.
Ha due soprannomi: Twin city, per essere nata dall'unione di due precedenti centri urbani (Salem, più antico, e Winston, uniti ufficialmente dal 1913), e Camel city, per essere sede dell'industria del tabacco R. J. Reynolds Tobacco Company, che commercializza i suoi prodotti con il marchio Camel.
È un centro del gruppo religioso dei Moraviani.

## Amministrazione

### Gemellaggi
- Ungheni
- Kumasi
- Nassau
- Shanghai